# Медианный фильтр

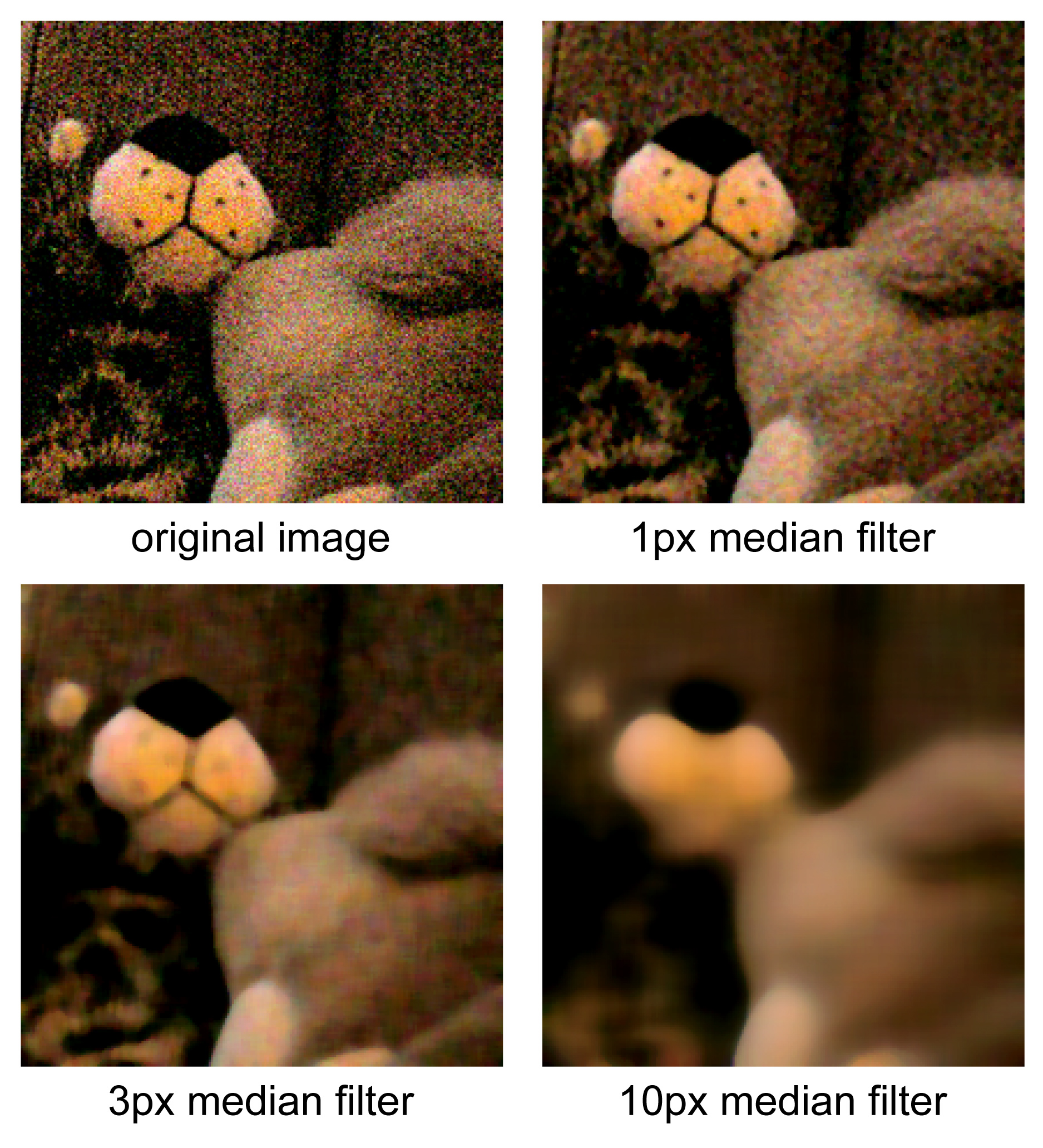
Пример использования медианного фильтра к зашумленному изображению с 3 различными значениями радиуса окна фильтрации. Обработка изображения выполнена в Adobe Photoshop.

Медиа́нный фи́льтр — один из видов цифровых фильтров, широко используемый в цифровой обработке сигналов и изображений для уменьшения уровня шума. Медианный фильтр является нелинейным КИХ-фильтром.
Значения отсчётов внутри окна фильтра сортируются в порядке возрастания (убывания); и  значение, находящееся в середине упорядоченного списка, поступает на выход фильтра. В случае чётного числа отсчётов в окне  выходное значение фильтра равно среднему значению двух отсчётов в середине упорядоченного списка. Окно перемещается вдоль фильтруемого сигнала, и вычисления повторяются.
Медианная фильтрация — эффективная процедура обработки сигналов, подверженных воздействию импульсных помех.

## Примеры

### Пример 1
Ниже рассматривается пример применения медианного фильтра для одномерного сигнала с окном размером в три отсчёта ко входному массиву x (искусственно введённые продублированные значения показаны полужирно):
x = [2 80 6 3]
- y[1] = медиана[2 2 80] = 2
- y[2] = медиана[2 80 6] = медиана[2 6 80] = 6
- y[3] = медиана[80 6 3] = медиана[3 6 80] = 6
- y[4] = медиана[6 3 3] = медиана[3 3 6] = 3

и в итоге:
y = [2 6 6 3] — выход медианного фильтра

### Пример 2
Медианный фильтр {\displaystyle M} из входящего сигнала {\displaystyle C} создаёт медианный образ сигнала {\displaystyle {\widetilde {C}}}.
Входящий сигнал {\displaystyle C} подаётся на медианный фильтр {\displaystyle M:C\rightarrow {\widetilde {C}}}.

В медианном фильтре сначала производится выбор значений, попавших в окно фильтра при нахождении окна в точке {\displaystyle x}, {\displaystyle {\hat {O}}(x):C\rightarrow O}.
 Далее производится сортировка значений окна {\displaystyle O} функцией сравнения значений {\displaystyle \Phi } и строится упорядоченное множество {\displaystyle \Phi (O)\rightarrow {\widetilde {O}}}, а после выбирается медианное значение (медиана): {\displaystyle m({\widetilde {O}})\rightarrow o_{m}} и записывается в {\displaystyle {\widetilde {C}}(x)=o_{m}}.
Таким образом, медианный фильтр {\displaystyle M:C\rightarrow {\widetilde {C}}} является последовательностью трёх действий:
1. Выбор значений, попавших в окно фильтра {\displaystyle {\hat {O}}(x):C\rightarrow O}.
2. Сортировка значений окна {\displaystyle \Phi (O)\rightarrow {\widetilde {O}}}.
3. Выбор из {\displaystyle {\widetilde {O}}} медианного значения {\displaystyle m({\widetilde {O}})\rightarrow o_{m}} и запись его в медианный образ сигнала {\displaystyle {\widetilde {C}}} в точку с координатой {\displaystyle x},   {\displaystyle {\widetilde {C}}(x)=o_{m}}.

Эти действия повторяются для каждой точки входящего сигнала.

## 2D Медианный фильтр (псевдокод)
Алгоритм примитивного 2D Медианного фильтра выглядит примерно так:
```
   allocate outputPixelValue[image width][image height]
   edgex := (window width / 2) rounded down
   edgey := (window height / 2) rounded down
   for x from edgex to image width - edgex
       for y from edgey to image height - edgey
           allocate colorArray[window width][window height]
           for fx from 0 to window width
               for fy from 0 to window height
                   colorArray[fx][fy] := inputPixelValue[x + fx - edgex][y + fy - edgey]
           sort all entries in colorArray[][]
           outputPixelValue[x][y] := colorArray[window width / 2][window height / 2]
```

Особенности этого алгоритма:
- Применяется лишь к одному цветовому каналу,
- Не применяется к крайним пикселям.